# Фана
Фана (норв. Fana) — район міста Берген у провінції Вестланн, Норвегія. Район становить південно-східну частину муніципалітету Берген. Колись цей район був частиною історичного муніципалітету Фана, який був включений до складу Бергена в 1972 році. Старий муніципалітет був набагато більшим, ніж сучасний район Фана. Він також включав усі сучасні райони Ітребігда та Філінгсдален, а також південну частину сучасних районів Арстад. Станом на 1 січня 2012 року населення Фани становило 39 216 осіб.